# Найо Марш
Дейм Найо Марш (на английски: Ngaio Marsh) е новозеландска театрална режисьорка, драматург, художничка и видна писателка на произведения в жанровете криминален роман, трилър, социална драма и документалистика.
Причислена е към великите „Кралици на криминалната литература“ заедно с Агата Кристи, Марджъри Алингам и Дороти Сейърс в Златния век на криминалната литература.

## Биография и творчество
Едит Найо Марш е родена на 23 април 1895 г. в Крайстчърч, Нова Зеландия, в семейството на банковия чиновник Хенри Марш и Роуз Сийгър. Когато е 7-годишна семейството се премества в Кашмир, предградие на Крайстчърч, в нова къща, където тя живее до края на живота си. В периода 1910 – 1913 г. учи в колежа „Сейнт Маргарет“, частно англиканско училище за момичета с англо-католическа насоченост, където активно се занимава с литература и драма. Там пише първата си малка училищна пиеса „Лунната принцеса“. В периода 1913 – 1919 г. следва рисуване в Училището по изкуства на Кентърбъри Колидж (сега Кентърбърийски университет) като студентка на непълно работно време, допълвайки доходите си с частни уроци. Там се сприятелява с художничките Евелин Пейдж и Оливия Спенсър Бауър, и е част от група състуденти, които се интересуват от новаторски артистични стилове и подходи. Докато следва, тя пише статии, стихотворения и разкази, които са публикувани в Christchurch Sun. В периода 1919 – 1920 г. се включва като актриса в театралната група на Алън Уилки за турнето им, а след завръщането си в Крайстчърч преподава в Училището за драма и танци, където през 1924 г. е поставена пиесата ѝ Little housebound. В следващите години тя продължава да рисува и да участва в изложби, но постепенно се отказва от сериозните си стремежи.
През 1928 г. пътува до Англия, а пише статии за вестник „Крайстчърч Прес“. В Англия отсяда при семейство Роудс в Бъкингамшър и в Лондон. С Нели Роудс отварят магазин за интериорна декорация в Найтсбридж. Завръща се в Нова Зеландия през 1932 г., когато майка ѝ се разболява и умира по-късно същата година. В Англия завършва първия си ръкопис, който предава на литературния агент на Агата Кристи.
Първият ѝ роман A Man Lay Dead (Човек лежи мъртъв) от поредицата „Инспектор Родерик Ален“ е издаден през 1934 г. В романа се разказва как богатият сър Хюбърт Хандесли прави оригинални партита за гостите си, като измисля форма на модерната игра, в която гост е избран тайно да извърши „убийство“ в тъмното и всички се събират, за да разкрият престъплението. Но когато в една игра се оказва истински труп с кама в гърба, всичките седем участника са заподозрени, а инспектор Родерик Ален трябва да разбере кой представя фалшиво алиби.
Всичките ѝ криминални романи са в рамките на класическата форма на детективска история, оживена с висок стил, ерудирани препратки, реалистични характеристики и психология, финес и хумор, умело изтъкани сюжети и интригуващи персонажи. Емблематичният ѝ герой, красивият инспектор Родерик Ален, показва стандартната аристократична увереност и рационален скептицизъм към човешката природа, но не е ексцентричен като героите Еркюл Поаро или Питър Уимзи (на Дороти Сейърс). Някои от творбите ѝ използват театъра като наративен контекст – театрални постановки и актьори, други са свързани с актьори, често са ситуирани в обстановката в английско село или селска къща, или са свързани с Нова Зеландия. Приятелката на Ален (по-късно съпруга), художничка Агата Трой, се появява за първи път в романа ѝ „Талант за престъпление“ (1938), а в изграждането на нейния характер има известна доза автобиографичност. Някои от произведенията ѝ са екранизирани във филми и телевизионни сериали.
В периода 1932 – 1948 г. животът ѝ е зависим от нейните отговорности към баща ѝ (починал през 1948 г.), въпреки че успява да пътува до Англия през 1937 – 1938 г. До края на живота си тя разделя времето си между продължителни посещения в Англия и къщата си в Кашмир, където пише.
От 1941 г. отделя много от времето си да режисира театрални постановки в театрите в Крайстчърч, Дънидин, Окланд, Уелингтън и други градове на Австралия. Представя пиеси на Шекспир („Хамлет“, „Отело“, „Хенри V“) и Луиджи Пирандело („Шест лица търсят автор“). Работи с Драматичното дружество на Кентърбърийския университетски колеж, а през 1967 г. в Крайстчърч е открит театър на нейно име, където режисира първата постановка. Режисьорският ѝ стил, богат на въображение и педантичност, е базиран на театралния стил на Лондон и Стратфорд.
Пише също няколко книги, свързани с любовта ѝ към театъра и рисуването, а през 1966 г. е публикувана автобиографията ѝ „Черен бук и медена роса“, преработена по-късно през 1981 г.
За своята литературна дейност е удостоена с различни отличия и награди. През 1948 г. получава отличието офицер от Ордена на Британската империя за заслуги във връзка с драмата и литературата в Нова Зеландия, а през 1966 г. отличието дейм-командор на Ордена на Британската империя за заслуги в изкуствата. През 1962 г. получава почетна докторска степен от Университета в Кентърбъри. През 1978 г. получава наградата „Велик майстор“ за цялостно творчество за криминалните си произведения от Асоциацията на писателите на трилъри на Америка.
Найо Марш никога не се омъжва и умира на 18 февруари 1982 г. в Крайстчърч.
През 1985 г. къщата ѝ в Крайстчърч е обявена за национално наследство и е превърната в къща музей. През 1989 г. е удостоена с пощенска марка от Новозеландските пощи като част от поредица от новозеландски автори, а през 2015 г. датата на раждането ѝ е почетена от Google Doodle.

## Произведения

### Поредица „Инспектор Родерик Ален“ (Roderick Alleyn)
1. A Man Lay Dead (1934)[1][2][3]
2. Enter a Murderer (1935)
3. The Nursing Home Murder (1935)
4. Death in Ecstasy (1936)
5. Vintage Murder (1937)
6. Artists in Crime (1938)
Талант за престъпление' : първа среща с инспектор Родерик Ален, изд.: ИК „ЕРА“, София (2021), прев. Юлия Чернева
7. Death in a White Tie (1938)
Смърт в смокинг, изд.: ИК „ЕРА“, София (2022), прев. Юлия Чернева
8. Overture to Death (1939)
9. Death at the Bar (1940)
10. Death of a Peer (1940) – издаден и като Surfeit of Lampreys
11. Death and the Dancing Footman (1941)
12. Colour Scheme (1943)
13. Died in the Wool (1944)
14. Final Curtain (1947)
15. A Wreath for Rivera (1949) – издаден и като Swing, Brother, Swing
16. Night at the Vulcan (1951) – издаден и като Opening Night
17. Spinsters in Jeopardy (1953) – издаден и като The Bride of Death
18. Scales of Justice (1955)
19. Death of a Fool (1956) – издаден и като Off with His Head
20. Singing in the Shrouds (1958)
21. False Scent (1959)
22. Hand in Glove (1962)
23. Dead Water (1963)
24. Killer Dolphin (1966) – издаден и като Death at the Dolphin
25. Clutch of Constables (1968)
26. When in Rome (1968)
27. Tied Up in Tinsel (1972)
28. Black As He's Painted (1974)
29. Last Ditch (1976)
30. A Grave Mistake (1978)
31. Photo Finish (1980)
32. Light Thickens (1982)
33. Money in the Morgue (2018) – със Стела Дъфи

### Разкази
- A Fool About Money (1974)[1]

### Сборници
- The Collected Short Fiction of Ngaio Marsh (1989)[1][3]
- Death On the Air (1995)

### Документалистика
- New Zealand (1942) – с Р. М. Бърдън[1]
- A Play Toward (1946)
- Play Production (1948)
- Perspectives (1960)
- New Zealand: A Nation's Today Book (1964)
- Black Beech and Honeydew (1965) – автобиография

### Пиеси
- Noel (1912)
- The Moon Princess (1913)
- Mrs 'obson (1914)
- So Much for Nothing (1921)
- Little House Bound (1924)
- The Wyvern and the Unicorn (1962)

### Екранизации
- 1951 The Philco Television Playhouse – тв сериал, 1 епизод
- 1965 Poslední opona – тв филм, по Final Curtain
- 1964 – 1968 Detective – тв сериал, 2 епизода
- 1975 Crown Court – тв сериал, 1 епизод
- 1977 Opening Night – тв филм
- 1977 Vintage Murder – тв филм
- 1977 Colour Scheme – тв филм
- 1978 Died in the Wool – тв филм
- 1988 Smrt s fotografiou – тв филм
- 1990 – 1994 Alleyn Mysteries – тв филм, 9 епизода

## За нея
- Marsh, A Life (1991) – от Маргарет Луис
- Ngaio Marsh: Her Life in Crime (2008) – от Джоан Дрейтън